# Ekaterina Abramia
Ekaterina Abramia (ur. 25 sierpnia 1979 w Tbilisi) – gruzińska gimnastyczka artystyczna.
Uczestniczka Letnich Igrzysk Olimpijskich w Atlancie w 1996. Zajęła 25. miejsce w rundzie kwalifikacyjnej Letnich Igrzysk Olimpijskich w Atlancie w 1996.

## Wyniki

### Zawody międzynarodowe
| Rok  | Zawody               | Miejsce | Konkurencja            | Pozycja | Źródło |
| ---- | -------------------- | ------- | ---------------------- | ------- | ------ |
| 1996 | Igrzyska olimpijskie | Atlanta | Gimnastyka Artystyczna | 25.     | [ 1 ]  |